# Auguststraße (Berlin)
Die Auguststraße ist eine rund 950 Meter lange Straße im Berliner Bezirk Mitte. Sie befindet sich im historischen Stadtteil Spandauer Vorstadt.

## Lage
Die Auguststraße beginnt an der Oranienburger Straße und verläuft in östlicher Richtung bis zur Einmündung in die Kleine Rosenthaler Straße. Die Hausnummern verlaufen in Hufeisenform vom Haus Nr. 1 an der Ecke Oranienburger Straße bis zum Ende und wieder zurück zum Haus Nr. 92. Die Auguststraße wird mitunter fälschlich dem Scheunenviertel zugeordnet, das aber erst östlich der Rosenthaler Straße beginnt.

## Geschichte

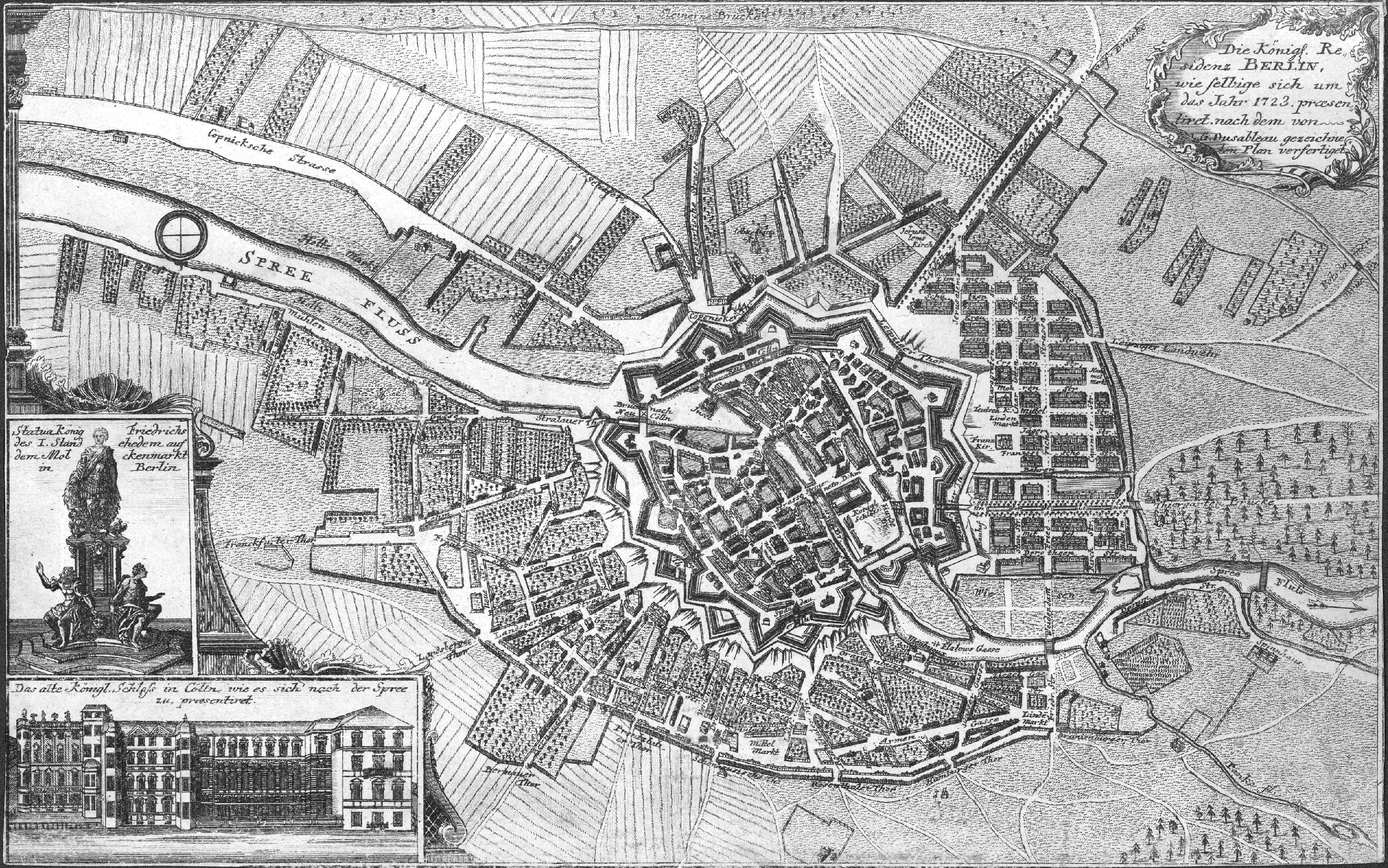
Berlin 1723, die Armengasse unten (Plan ist nach Süden ausgerichtet)

Das Gebiet der späteren Straße lag zwischen den wichtigen Verkehrswegen nach Hamburg und Spandau dicht vor dem Spandauer Tor. Dort befand sich ein sandiger Hügel, auf dem ab 1701 wahrscheinlich kurzzeitig die Hinrichtungsstätte der Stadt Berlin stand. Um 1705 wurde das Armesündergäßchen innerhalb der neuerweiterten Stadt angelegt.
1708 gründete Christian Koppe dort ein Armenhaus für Frauen (spätere Nr. 59). Von 1723 ist erstmals die Bezeichnung Armen-Gasse bekannt. Zu dieser Zeit war sie fast vollständig mit Wohnhäusern bebaut. Spätestens seit 1739 hieß sie Hospitalstraße. Am 1. Juli 1833 wurde sie offiziell ‚Auguststraße‘ benannt, nach Prinz August von Preußen.
Ab der Mitte des 19. Jahrhunderts verschwanden die vorherigen niedrigen Fachwerkbauten und neue, mehrgeschossige Mietswohnhäuser wurden errichtet. Hierher zogen meist jüdische Familien und prägten das gesamte Wohnviertel. Bis zum Holocaust in den 1930er Jahren blieb das so. In der Straße befanden sich ein jüdisches Krankenhaus (Hausnummer 14–16) und eine jüdische Mädchenschule (11–13). An die Zeit der Deportationen in der NS-Zeit erinnern inzwischen neun Stolpersteine in dieser Straße.
Nach dem Ende des Zweiten Weltkriegs waren einige Häuser beschädigt oder zerstört, sie konnten schrittweise repariert oder wieder aufgebaut werden. In den folgenden Jahren der DDR unterblieben Reparaturen oder gar Sanierungen, weil einerseits oft die Eigentumsverhältnisse unklar waren und andererseits die Kommunalen Wohnungsverwaltungen (KWV) meist über geringe Finanzen verfügten. Nördlich der Auguststraße wurde ab 1951 der Sportplatz des heutigen SV Blau Weiss Berolina Mitte 49 angelegt.
Nach dem Mauerfall 1989 wurde die Auguststraße Ziel von Hausbesetzern. Außerdem etablierten sich hier Einrichtungen, die unter Touristen und Einheimischen als Kult galten wie die Kunst-Werke (in einer ehemaligen Margarinefabrik). Galeristen mieteten verlassene Gewerbeobjekte wie beispielsweise die Kunstgalerie Eigen-Art, die in einer früheren Wäscherei eröffnete. Von 1993 bis 2008 war die Spandauer Vorstadt Sanierungsgebiet, wodurch eine umfangreiche Sanierung und Modernisierung reprivatisierter Wohngebäude, zum großen Teil mit Fördermitteln, einsetzte. Viele Häuser gehören immer noch zum kommunalen Wohnungsbestand der Wohnungsbaugesellschaft Berlin-Mitte. Dadurch waren häufig Um- und Zwischennutzungen durch neue Mieter möglich.
Die Altbauten erhielten nach historischen Vorlagen teilweise neue Stuckfassaden. Im Innern aber erfolgte meist eine Neuaufteilung, weil die Ausstattung der Wohnungen und die Raumgrößen nicht den aktuellen Vorstellungen entsprachen. Die in den 1980er Jahren errichteten Plattenbauten sind ebenfalls erhalten und modernisiert.
Die Erdgeschossbereiche wurden schnell zu einer regelrechten Kunstmeile, bis zum Jahr 2014 waren hier sechzig Kunstgalerien verzeichnet. Aufgrund der rasch steigenden Mieten gibt es allerdings einen stetigen Wechsel der Nutzer. Alle zwei Jahre wird die Auguststraße zum Zentrum der Berlin Biennale für zeitgenössische Kunst.

## Bauten und Denkwürdigkeiten

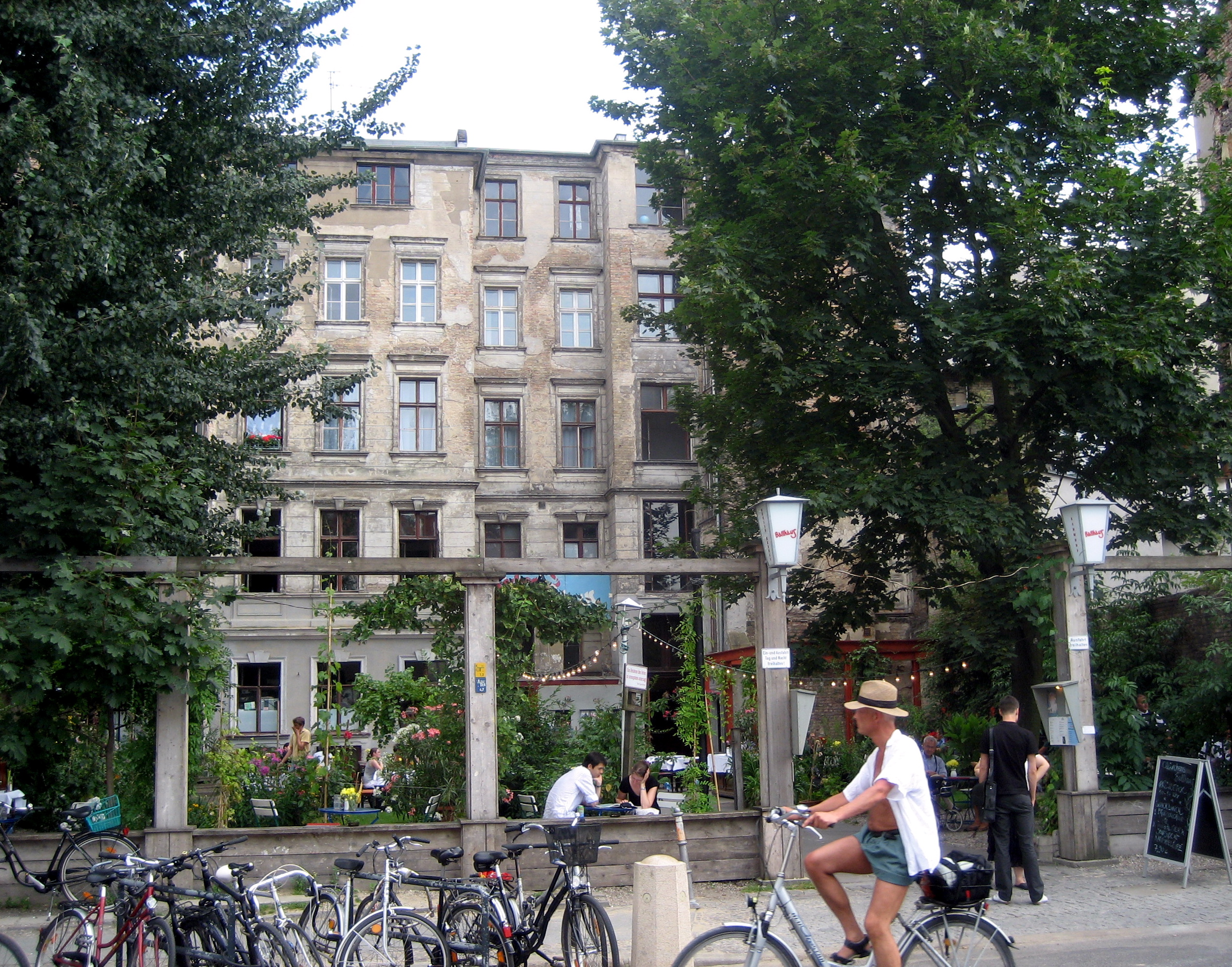
Clärchens Ballhaus in Höhe der Kleinen Hamburger Straße

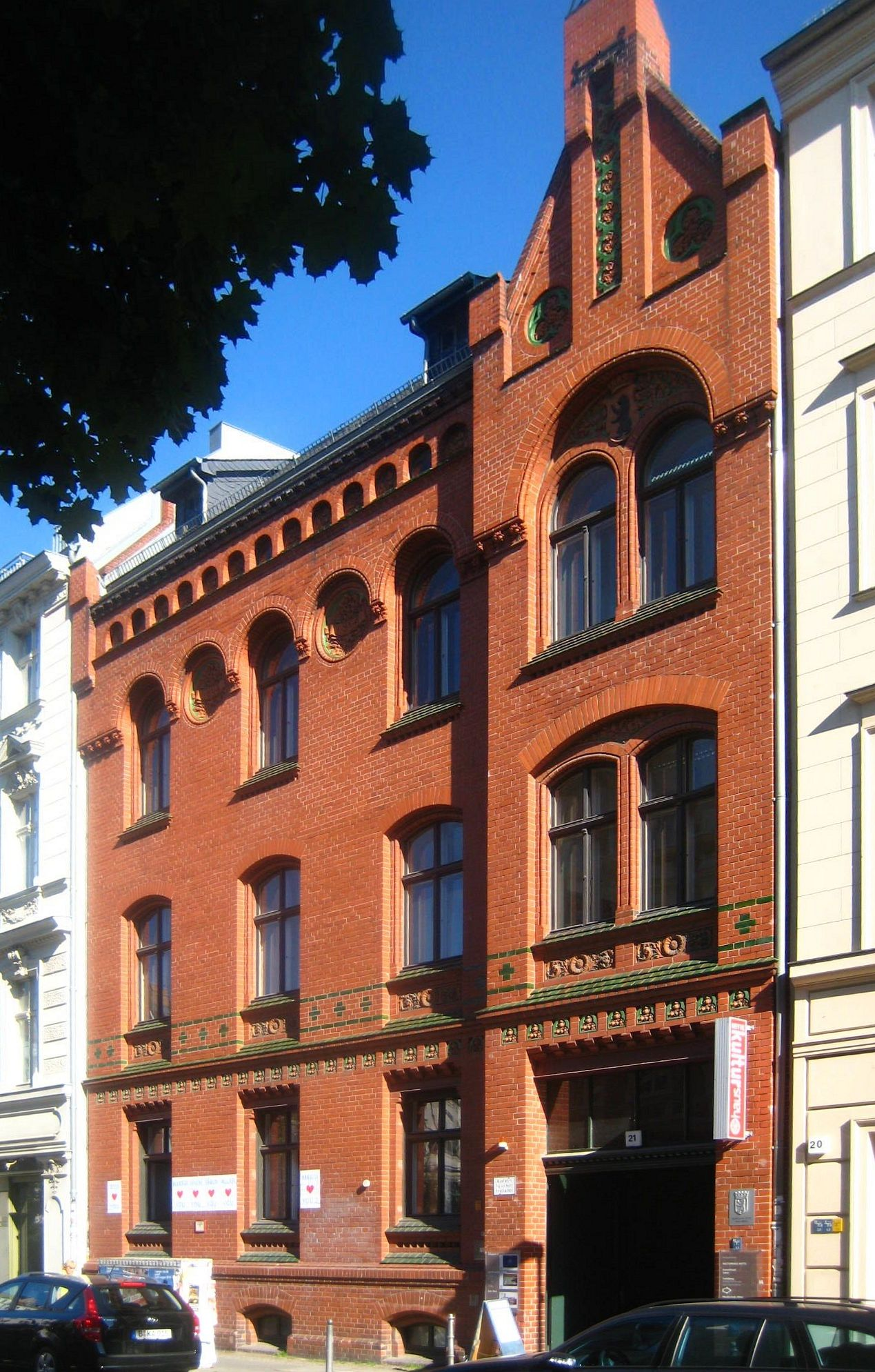
Auguststraße 21

siehe Liste der Kulturdenkmale in Berlin-Mitte/Spandauer Vorstadt
- In Höhe der Auguststraße 9 befindet sich ein Zugang zu den Heckmann-Höfen, die sich bis zur Oranienburger Straße erstrecken.
- In der Auguststraße 11/13 steht das 1927–1930 nach Plänen von Alexander Beer errichtete Gebäude der ehemaligen Jüdischen Mädchenschule.
- In den Gebäuden Auguststraße 14–16 war bis Anfang des 20. Jahrhunderts das Jüdische Krankenhaus untergebracht. Das Gebäude Auguststraße 14/15 entstand 1858–1861 nach Plänen und unter Leitung des Architekten Eduard Knoblauch. Das als Krankenhaus angelegte Bauwerk nahm im September 1861 erste Patienten auf. Da jedoch in der Nachbarschaft das St. Hedwig-Krankenhaus bestand und sich kontinuierlich vergrößerte, wurde der Komplex umgenutzt. Er diente bald als Unterkunft für eingewanderte osteuropäische Juden und wurde ab 1922 zum Kinderheim Beit Ahawah.[7] Da während der NS-Herrschaft die meisten Kinder emigrierten, wurden von den Behörden hier bis 1941 Waisen einquartiert. Schließlich dienten die Räumlichkeiten noch bis zum Ende des Zweiten Weltkriegs als Sammellager für alte und kranke jüdische Menschen, die von hier aus in die Konzentrationslager deportiert wurden. Zur Geschichte des Hauses entstand der Dokumentarfilm Das Kinderheim in der Auguststraße. Bis 1983 befand sich in diesem Gebäude die Erweiterte Oberschule „Max Planck“. Das dreigeschossige Vorderhaus steht leer, die Fenster sind vernagelt. Das gesamte Bauwerk wird allerdings bewacht.
- Im Schulgebäude, Auguststraße 21, war zunächst die 10. städtische Realschule, später, in den 1940er Jahren, eine Berufsschule untergebracht. Zu DDR-Zeit wurden die Gebäude zunächst von der 11. Polytechnische Oberschule und seit den 1970er Jahren von einer Oberschule für Sehschwache genutzt. 1999 zog das kommunale Kulturhaus Mitte ein, das zuvor in der Rosenthaler Straße 51 seinen Sitz hatte.[8][9] Im Jahr 2011 zog ein Teil einer Grundschule hier ein, die als Grundschule am Koppenplatz Berlin, Standort Auguststraße geführt wird. Die Ostfassade des Seitenflügels ist in Backstein ausgeführt und zeigt einen restaurierten Mosaikfries unterhalb der Traufe (vom Gelände des St. Hedwig-Krankenhauses zu sehen). Im Vorderhaus, direkt an der Auguststraße haben sich die Galerie Weißer Elefant, ein Refugium und das Kinderatelier Farbklang eingemietet (Stand Mai 2016).
- In der Auguststraße 24/25 befindet sich Clärchens Ballhaus, ein Unterhaltungsetablissement in dem seit über 100 Jahren getanzt wird.
- Im Haus Nr. 68 zeigte der ehemalige Aufsichtsratsvorsitzende der Wella AG, Thomas Olbricht, von 2010 bis 2020 im damaligen me Collectors Room Berlin seine Kunst- und Raritätensammlung.[10] Seit 2022 präsentiert in der Auguststraße 68 das Samurai Museum Berlin die – vormals in Dahlem beheimatete – Peter Janssen Collection. Hier wurde ein interaktives Museum entwickelt, das eine der weltweit größten Privatsammlungen zum Leben und Erbe der Samurai zeigt.
- In der Auguststraße 75 hat die nach Alfred Ehrhardt benannte Stiftung ihren Sitz. Sie organisiert Kunstausstellungen aus ganz Deutschland.[6][11]
- In der Auguststraße 90 findet sich die St.-Johannes-Evangelist-Kirche
- In der Kleinen Auguststraße 10 (einer Querstraße der Auguststraße) hatte die Synagoge von Ahawas Scholaum und Mogen David ihren Sitz.